# Myrmarachninae
Myrmarachninae è una Sottofamiglia di ragni appartenente alla Famiglia Salticidae dell'Ordine Araneae della Classe Arachnida.

## Distribuzione
Le due tribù oggi note di questa sottofamiglia sono cosmopolite: in particolare lo è il genere Myrmarachne che comprende oltre 200 specie; gli altri generi sono diffusi in Australia, Indonesia, Africa e Brasile.

## Tassonomia
A maggio 2010, gli aracnologi sono concordi nel suddividerla in due tribù:
- Ligonipini (2 generi)
- Myrmarachnini (6 generi)